# سنت

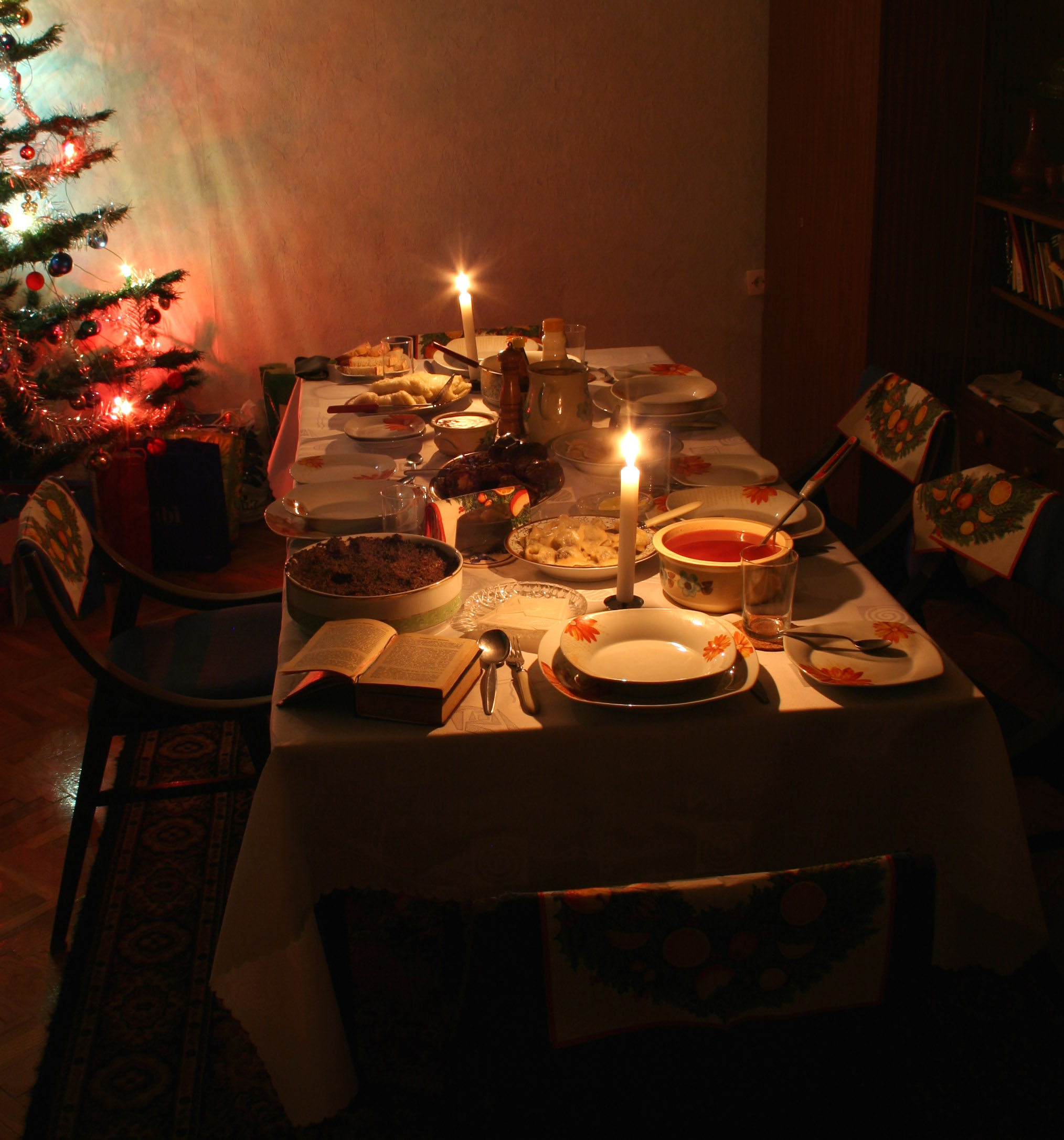
Wigilia potrawy 76

سُنَّت (به انگلیسی: Tradition)، یک باور یا رفتاری است که در یک گروه یا جامعه یا سازمان از دودمان به دودمان دیگر ترابرد (منتقل) می‌شود. سنت دارای معنای نمادین یا اهمیت ویژه‌ای است و ریشه آن به گذشته برمی‌گردد. تعطیلات همگانی و نیز جامه‌های غیرمنطقی اما به لحاظ اجتماعی معنی‌دار (مانند کلاه‌مویی که قضات یا داوران در برخی کشورهای غربی در دادگاه‌ها بر سر می‌گذارند) نمونه‌های بارزی از سنت یا همان هستند؛حتی هنجارهایی همچون سلام و احوال‌پرسی کردن نیز نوعی سنت شمرده می‌شوند. سنت‌ها می‌توانند در درازای هزاران سال به زندگانی خویش ادامه دهند و از نسلی به نسل دیگر منتقل شوند و یا اینکه گسترش پیدا کنند. در عین حال سنت‌هایی هم هستند که به دلایل سیاسی یا فرهنگی در زمان کوتاهی پدیدار شده‌اند.
برخی زمینه‌های مطالعاتی دانشگاهی همچون انسان‌شناسی و زیست‌شناسی نیز واژه سنت را برگرفته اند تا در زمینه فرهنگستانی خاص‌تری از آن بهره جویند.

## ریشه‌شناسی
سنّت یا تراداد در لغت به معنای روش و شیوه است. واژه پارسی ترادا در اوستا نیز بکار رفته‌است و به چم رسم و آیین هست. تراداد گرته‌برداری از واژهٔ tradition می‌باشد. تراداد نیز از پیشوند ترا و فعل دادن سازمان یافته و به معنی آن چیزی است که از پیشینیان به امروزیان رسیده و سپرده شده‌است.

## سنت در ادیان

### در اسلام(تشیع)
سنت در شیعه شامل سخن، کردار و تقریر (تأیید) معصومین است و در تشیع، پیروی و الگوبرداری از اعمال و رفتار معصومین قدمت دیرینه دارد.
به گروهی از مسلمانان که بر اساس سنت محمد ،پیامبر اسلام عمل می کنند نیز اهل سنت گفته میشود.سنت گرایی در میان شیعیان در مواردی همچون عزاداری روز عاشورا،مناسک دینی و...به وفور دیده میشود.